# Mesitornis mònia
El mesitornis mònia (Monias benschi), mesitornis de bec corvat o mesitornis de Bensch, és una espècie d'ocell de la família dels mesitornítids (Mesitornithidae) i única espècie del gènere Monias. Habita estepes subdesèrtiques del sud-oest de Madagascar.